# Oliver Cromwell

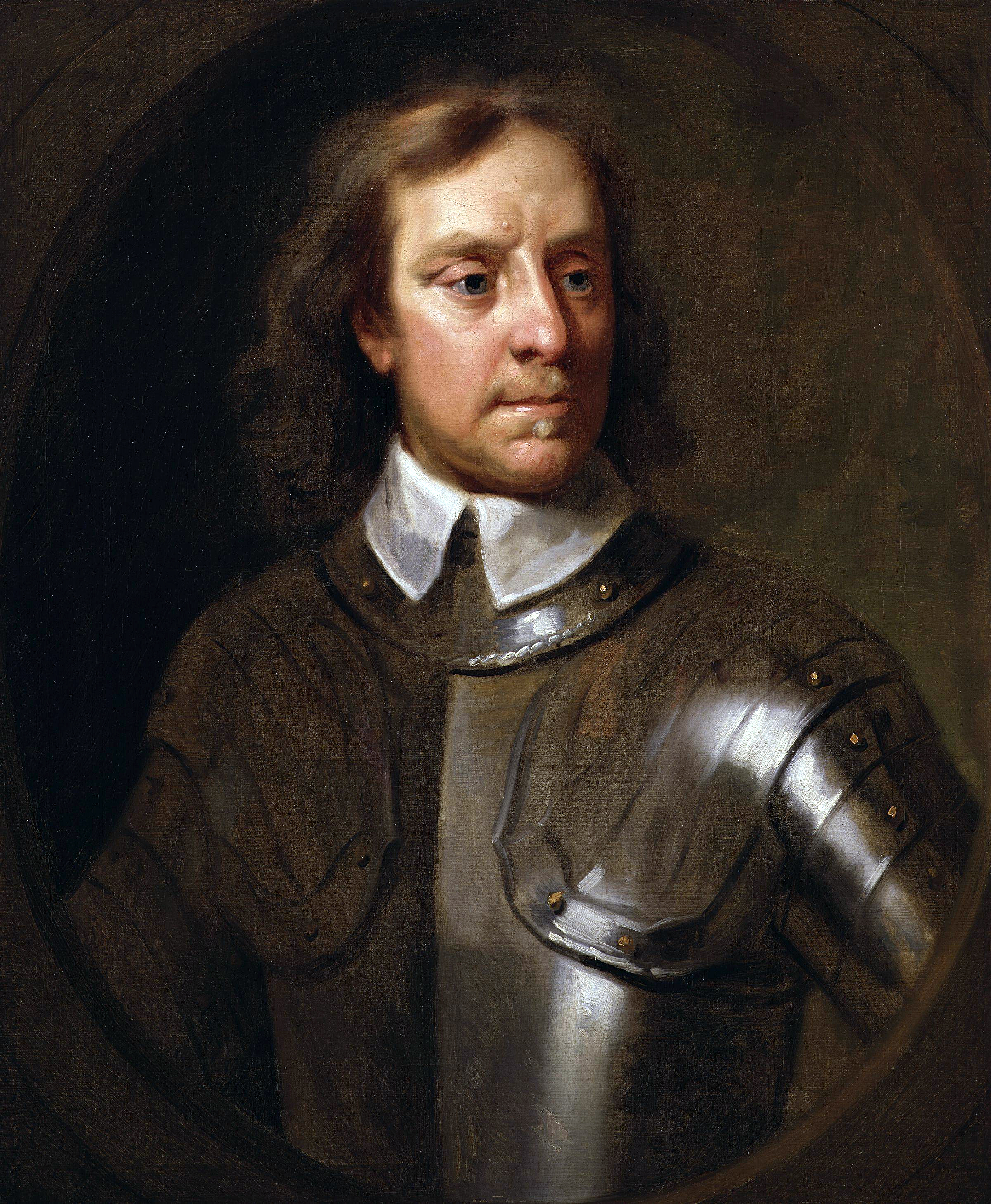
Oliver Cromwell, Gemälde von Samuel Cooper

Standarte Oliver Cromwells als Lordprotektor, mit den Symbolen der drei Reichsteile England, Schottland und Irland

Oliver Cromwell (* 25. April 1599 in Huntingdon; † 3. September 1658 in Westminster) war ein englischer Parlamentarier, Heerführer und während der kurzen republikanischen Periode in der Geschichte Englands ab 1649 der führende Staatsmann des Landes. Von 1653 bis zu seinem Tod war er unter dem Titel Lordprotektor auch formell das Oberhaupt des Commonwealth von England, Schottland und Irland.
Ursprünglich ein einfacher Abgeordneter des englischen Unterhauses, stieg er im Bürgerkrieg des Parlaments gegen König Karl I. erst zum Organisator, dann zum entscheidenden Feldherrn des Parlamentsheeres auf. Mit der von ihm betriebenen Hinrichtung Karls endeten alle Versuche der Stuart-Könige, England in eine absolutistische Monarchie umzuwandeln.
In der Geschichte der Britischen Inseln ist Cromwell eine umstrittene Persönlichkeit. Er gilt einerseits als religiöser Eiferer, Königsmörder und Militärdiktator, andererseits als Vorkämpfer des Parlamentarismus, der den Weg zum modernen, demokratischen Verfassungsstaat ebnete. In einer Umfrage der BBC von 2002 wurde er als Zehnter unter den 100 Greatest Britons gewählt. Als strenggläubiger Puritaner nahm er eine tolerante Stellung gegenüber den verschiedenen protestantischen Dissenters seiner Zeit ein, während er die Katholiken entschieden bekämpfte. In Irland ist er wegen seiner brutalen Maßnahmen gegen die katholische Bevölkerungsmehrheit, die von manchen Historikern als „genozidal“ bezeichnet wurden, weitgehend verhasst.

## Leben

### Herkunft
Oliver Cromwell wurde als Sohn des Landadligen Robert Cromwell (um 1560–1617) und dessen Frau Elizabeth Steward (oder Stewart; 1564–1654) aus dem Clan Stewart (dem das schottische und englische Königshaus Stuart entstammte) in Huntingdon in der Grafschaft Huntingdonshire in East Anglia geboren. Sein Vater stammte von Catherine Cromwell ab, einer älteren Schwester Thomas Cromwells, der als Lordsiegelbewahrer Heinrichs VIII. die Loslösung der Church of England von Rom betrieben hatte. Vermutlich um die Verbindung zu dem berühmten Verwandten zu dokumentieren, nahmen die Kinder Catherines deren Nachnamen an, obwohl sie verheiratet war.

### Anfänge als Parlamentarier
Während seines Studiums in Cambridge kam Oliver Cromwell erstmals mit den Ideen des Puritanismus in Berührung. Zum bekennenden Puritaner wurde er aber erst in den Jahren 1628/29, als er zum ersten Mal als Abgeordneter für Huntingdon im Unterhaus saß. In den elf Jahren von 1629 bis 1640, in denen Karl I. (engl. Charles I.) versuchte, ohne Parlament zu regieren, führte Cromwell in Huntingdon das Leben eines wohlhabenden Gutsbesitzers.
1640 berief der König das Parlament wieder ein, weil er für den Bischofskrieg gegen Schottland dringend Geld benötigte. Cromwell schloss sich sofort den Gegnern des Königs an, welche die Bewilligung der geforderten Steuergelder an die Gewährung politischer Freiheiten knüpften. Im November 1641 gehörte er neben John Pym zu den Initiatoren der Großen Remonstranz, einer Beschwerdeschrift des Unterhauses, in der die Verfehlungen der Regierung Karls I. aufgelistet waren.

### Heerführer im Bürgerkrieg

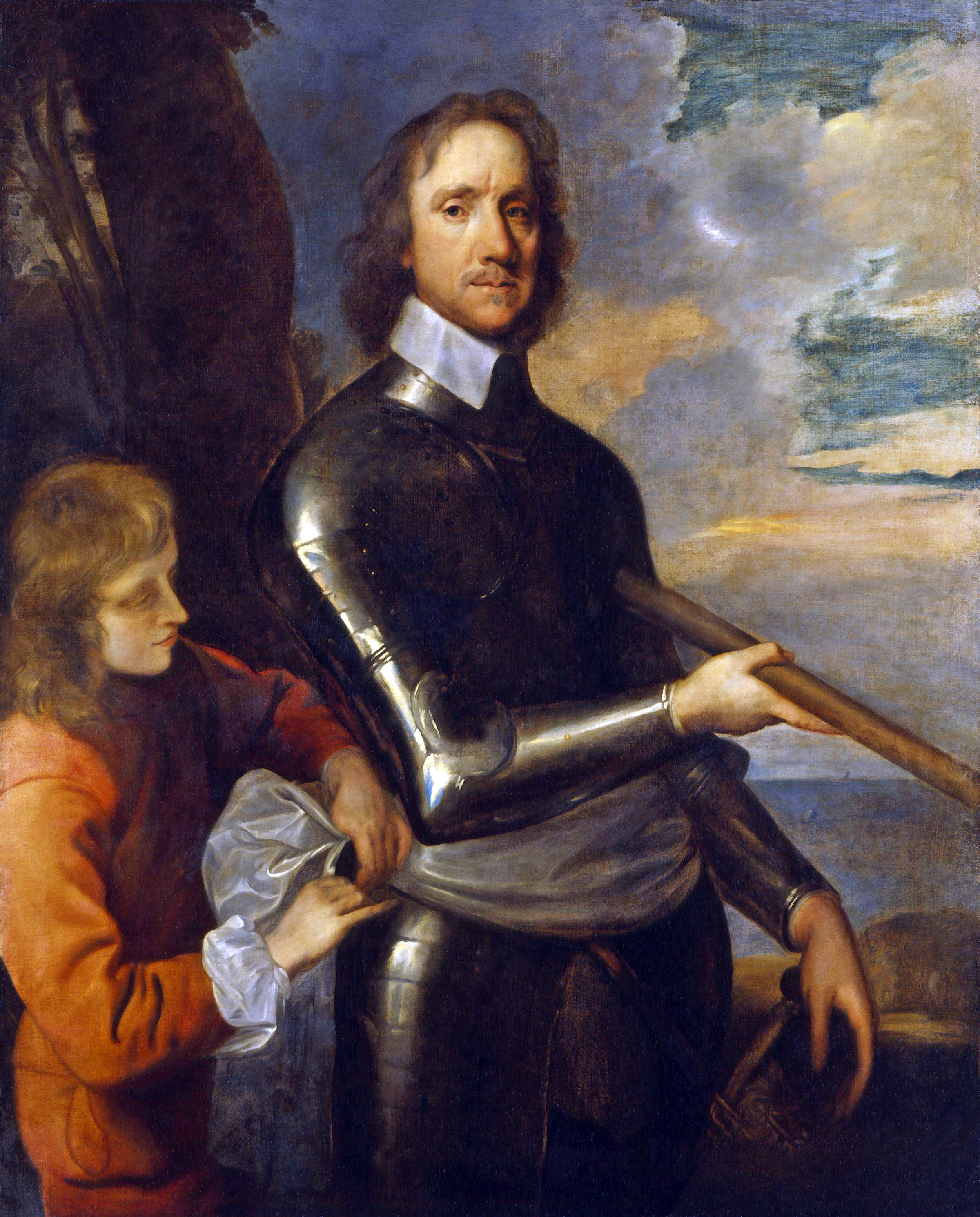
Cromwell als Feldherr um 1649 (Gemälde von Robert Walker)

Am 4. Januar 1642 scheiterte der Versuch des Königs, die Führer der Opposition im Unterhaus verhaften zu lassen. Dieser versuchte Staatsstreich löste zwei Bürgerkriege aus. Cromwell stellte 1642 zunächst eine leichte Kavallerietruppe auf: die Ironsides. Die Eisenseiten – so benannt wegen ihrer Härte, nach einer anderen Darstellung, weil sie die Flanken der Infanterie schützten – galten rasch als besonders zuverlässige Truppe. Denn sie bestanden zum einen aus gut ausgebildeten und ausgerüsteten Soldaten und setzten sich zum anderen fast nur aus gläubigen Puritanern zusammen: Männern, die nicht für Geld, sondern aus Überzeugung für ihre Sache kämpften. Zum Dritten wurden die Offiziersstellen ausschließlich nach Verdienst und Fähigkeiten besetzt, so dass zum Beispiel auch einfache Handwerker zu Offizieren aufsteigen konnten. Das führte zu einer sehr hohen Kampfbereitschaft der Männer und zu einer allgemein sehr hohen Moral. Die Ironsides waren bald für ihre Disziplin –  auch gegenüber der Zivilbevölkerung – bekannt, und dank ihrer Kampfkraft wurden sie als Elitetruppe für das Parlament schnell unentbehrlich.
Zu Beginn des Bürgerkriegs waren die Royalisten zunächst erfolgreich. Auf Cromwells Betreiben wurden daher die modernen Prinzipien, nach denen er die Ironsides aufgestellt hatte, auf das gesamte Parlamentsheer übertragen. Seit Anfang 1645 war diese New Model Army, die „Armee neuen Musters“, einsatzbereit. Sie gewann schließlich die Oberhand, in den Schlachten von Marston Moor 1644 und Naseby 1645 erlitten die Truppen des Königs entscheidende Niederlagen.
Das Lavieren des Königs führte 1648 zu einem zweiten Bürgerkrieg, in dem die schottische Armee auf der Seite des Königs stand. Cromwell ging gegen deren Angriff auf Nordengland vor und besiegte die ehemaligen Verbündeten in der Schlacht bei Preston vom 17. August bis 19. August 1648. Karl versuchte nun, sich mit der presbyterianischen Parlamentsmehrheit zu einigen, und schloss den Vertrag von Newport, der ein Gesetz gegen Häresie vorsah, in dem die Puritaner einen Angriff auf ihre Glaubensfreiheit sehen mussten. Cromwell und die mehrheitlich puritanischen Offiziere der Armee hatten bis dahin geglaubt, mit dem König noch zu einer Einigung kommen zu können, und hatten selbst mit ihm verhandelt. Nach Newport erkannten sie, dass Karl nicht bereit war, sich in eine neue Verfassungsordnung in ihrem Sinne einbinden zu lassen.
Es wurde ein High Court of Justice eingerichtet und Karl I. der Prozess gemacht. Da sich die presbyterianischen Abgeordneten dem widersetzten, ließ Cromwell sie im Dezember 1648 gewaltsam aus dem Unterhaus vertreiben. Die als „Reinigung“ bezeichnete staatsstreichartige Aktion, von dem Armeeoberst Thomas Pride befehligt, ging als Pride’s Purge in die Geschichte ein.
Am 26. Januar 1649 wurde der König zum Tode verurteilt, 59 Mitglieder des High Court unterzeichneten das Urteil. Am 30. Januar 1649 wurde er vor seiner Residenz in Whitehall wegen Verrats, Mordes und Hochverrats hingerichtet. Mit dem Parlamentsbeschluss Act declaring England to be a Commonwealth wurde die Republik eingeführt.
Oliver Cromwell landete im August 1649 in Irland, um das Land im Auftrag des englischen Parlaments zurückzuerobern. Nach der Eroberung Droghedas wurden 3500 Menschen ermordet: etwa 2700 königstreue Soldaten und alle waffentragenden Männer der Stadt, egal ob Zivilisten, Gefangene oder katholische Priester. Dieses Massaker und die brutale Unterdrückung der Royalisten in Irland im Jahr 1649 belasten noch heute die irisch-englischen und katholisch-protestantischen Beziehungen. Cromwell hielt seinen Tötungsbefehl für gerechtfertigt, da die Verteidiger Droghedas entgegen geltendem Kriegsrecht weiterkämpften, nachdem die Mauern der Stadt gebrochen waren.

### Als Staatsoberhaupt des Commonwealth
Das Parlament übertrug 1650 Cromwell das Kommando über die gesamte New Model Army. Cromwell verließ nach entscheidenden Siegen im Mai 1650 Irland, die Rückeroberung Irlands endete aber erst April 1653. Cromwell schlug in der Folge royalistische Aufstände auch in Schottland (1650/51) nieder. Obwohl das Rumpfparlament ab 1649 fast nur noch aus Anhängern Cromwells bestand, lehnte es in der Folge seine Pläne zur Neuordnung des Staates ab. Insbesondere versäumte es die Ausarbeitung einer Verfassung, die der neuen republikanischen Ordnung eine rechtliche Grundlage verleihen sollte. Cromwell forderte es nach langem Zögern schließlich auf, sich aufzulösen und den Weg für Neuwahlen frei zu machen. Als sich die Abgeordneten jedoch weigerten, diesen Weg zu gehen, erschien Cromwell am 20. April 1653 mit 30 Bewaffneten im mittlerweile auf 100 Mitglieder geschrumpften Rumpfparlament und befahl den Abgeordneten auseinanderzugehen.

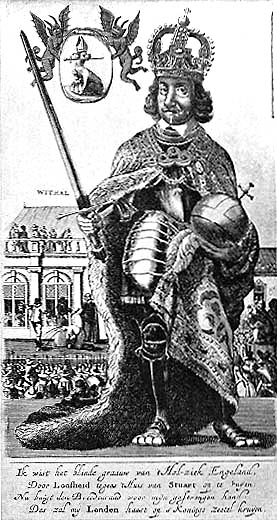
Oliver Cromwell als König – Zeitgenössische niederländische Karikatur

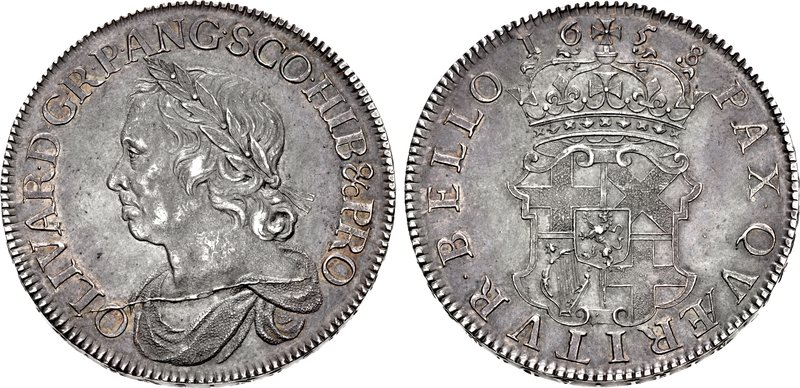
Cromwelltaler mit der Jahreszahl 1658 – der Stempelriss wurde mit der Enthauptung nach seinem Tod in Verbindung gebracht, der Mittelschild ist Cromwells Stammwappen

Die im April 1653 eingeführte Verfassung „Instrument of Government“ setzte Oliver Cromwell an die Spitze des Staatsrats des Commonwealth of England. Er löste das Rumpfparlament auf und nannte sich nun „Lord-Präsident“. Nach der Selbstauflösung des kurzlebigen „Parlaments der Heiligen“ übernahm er als „Lordprotektor“ allein die Legislative. Ab dem 16. Dezember 1653 trug er den Titel eines „Lordprotektors von England, Schottland und Irland“. Er unterdrückte gegen Ende des Krieges Meutereien und Aufstände in der Armee, die durch ausstehende Soldzahlungen ausgelöst wurden. Er zeigte auch keine Sympathien für die Bewegung der Levellers, der Gleichmacher, die sich für die Interessen des Kleinbürgertums einsetzten und von Teilen des Parlaments unterstützt wurden. Die True Levellers unter Führung von Gerrard Winstanley bekämpfte er sogar aktiv. 1653 entließ er sein Kabinett; seine Außenpolitik – insbesondere der Erlass der Navigationsakte – führte zum ersten Englisch-Niederländischen Krieg (1652–1654).
Schrittweise näherte sich sein Regierungsstil einer Militärdiktatur an. Die Königswürde lehnte er trotz des Angebots des Parlaments 1657 ab, der Titel des Lord Protector wurde aber erblich.

### Tod und Ende des Commonwealth
Cromwell starb am 3. September 1658 an Malaria, mit der er sich in Irland infiziert hatte, kombiniert mit „Stein-Beschwerden“ (Nieren- und Blasensteinen). Kurz zuvor war seine Lieblingstochter Elisabeth gestorben. Auf seinem Sterbebett betreuten ihn die Ärzte Jonathan Goddard, George Bate, Thomas Trapham, John Bathurst und Laurence Wright.
Cromwells Sohn Richard, der von seinem Vater als Nachfolger vorgesehen war, blieb erfolglos, da er es nicht verstand, die Armee zu führen. Er gab seine Regentschaft als Lordprotektor im April 1659 auf und ging ins Exil nach Paris.

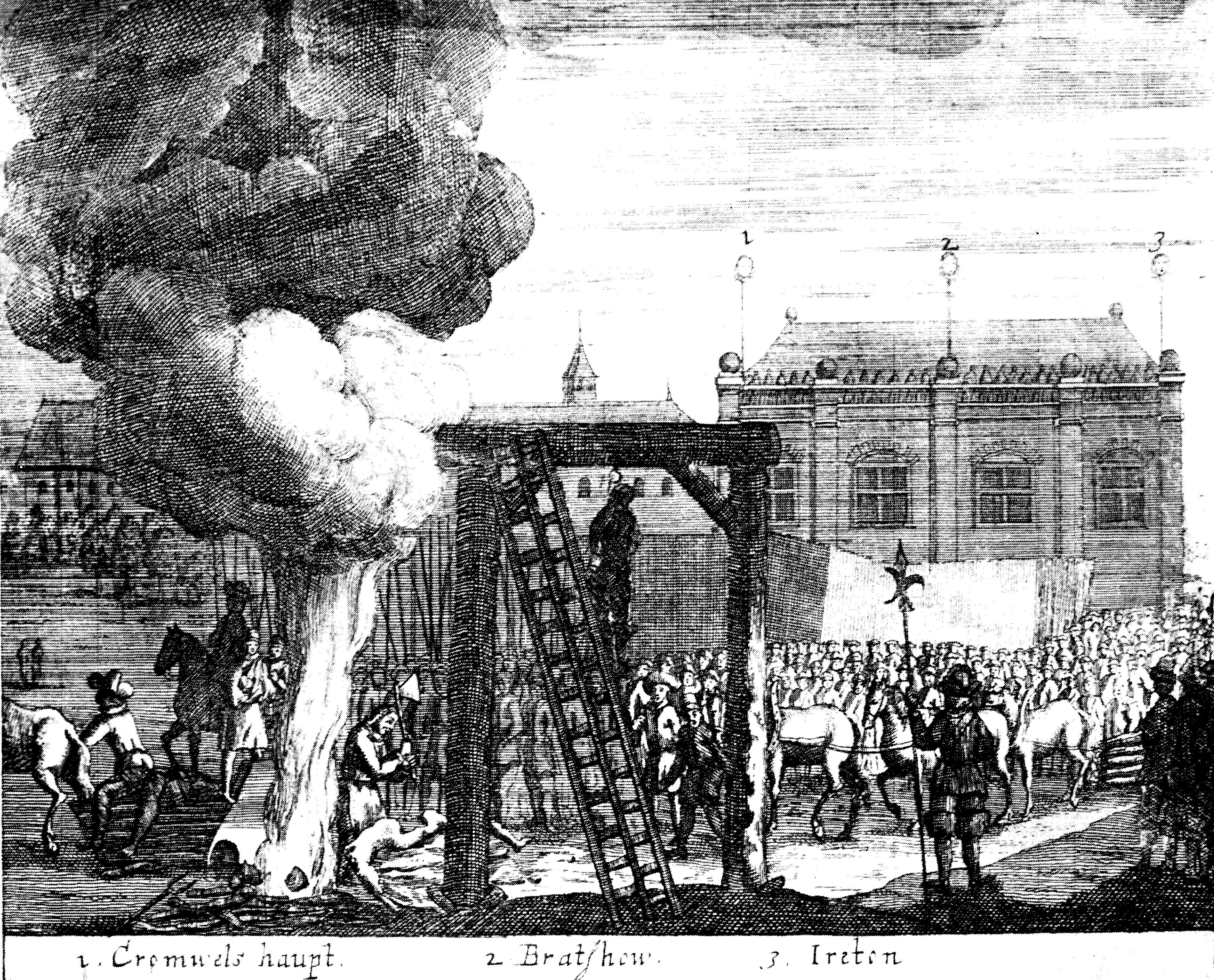
Nach der symbolischen Hinrichtung der Leichname von Oliver Cromwell, Henry Ireton und John Bradshaw 1661 wurden deren Köpfe auf drei langen Stangen zur Schau gestellt (im Bild nummeriert: 1, 2, 3).

Im Folgejahr löste der General George Monck das Parlament auf und setzte die im Pride’s Purge entfernten Parlamentarier wieder in ihr Amt ein, das Rumpfparlament hatte wieder die Zusammensetzung des Langen Parlamentes. Wahlen wurden ausgeschrieben, das Lange Parlament löste sich am 16. April 1660 auf, am 25. April trat das neu gewählte Convention Parliament erstmals zusammen. Am 8. Mai 1660 proklamierten die Abgeordneten Karl II., den Sohn des hingerichteten Stuart-Königs Karl I., zum König und beendeten damit die Zeit des Commonwealth of England.
1661 wurde der Leichnam Oliver Cromwells zusammen mit denen Henry Iretons und John Bradshaws aus Westminster Abbey exhumiert und am 30. Januar, dem zwölften Jahrestag der Hinrichtung König Karls I., einer postumen symbolischen Hinrichtung als Königsmörder zugeführt. Die Köpfe der drei wurden auf Stangen gegenüber von Westminster Hall zur öffentlichen Abschreckung ausgestellt. Später geriet der Kopf Cromwells in die Hände von Sammlern, die ihn für Geld vorzeigten. Schließlich wurde der Schädel (dessen Authentizität allerdings bezweifelt wurde) 1960 im Sidney Sussex College in Cambridge bestattet, wo Cromwell studiert hatte.

## Familie
Am 22. August 1620 heiratete Cromwell in St Giles-without-Cripplegate in London Elizabeth Bourchier (1598–1665). Das Paar hatte neun Kinder:
1. Robert (1621–1639), starb im Internat
2. Oliver (1622–1644), starb als Offizier des Parlamentsheeres
3. Bridget (1624–1662), heiratete Henry Ireton, dann Charles Fleetwood
4. Richard (1626–1712), Nachfolger seines Vaters als Lord Protector ⚭ Dorothy Maijor (1620–1675)
5. Henry (1628–1674), bis 1658 Lord Deputy of Ireland
6. Elizabeth (1629–1658), heiratete John Claypole
7. James (1632), starb kurz nach der Geburt
8. Mary (1637–1713), heiratete Thomas Belasyse, 1. Earl Fauconberg
9. Frances (1638–1720), heiratete Robert Rich (1634–1658), dann Sir John Russell, 3. Baronet

## Gedenken
Eine Statue von Oliver Cromwell steht vor dem Palace of Westminster in London (1899 errichtet) sowie am Genfer Reformationsdenkmal.
Obwohl die Cromwellsche Republik scheiterte, war sie ein wichtiger Schritt auf dem Weg zur Ausgestaltung der englischen Demokratie. Der Verfassungsentwurf der Independenten, Agreement of the People (1647), betonte als Folge starker demokratischer Tendenzen die zentralen Themen Religionsfreiheit, Gleichheit vor dem Gesetz, allgemeine politische Teilhabe und ein Ende der Kerkerstrafen für Schuldner. Cromwells Plan, das protestantische Europa unter der Führung Englands zu einigen, konnte nicht verwirklicht werden. In dem toleranten John Milton hatte Cromwell zeitweise einen engagierten und fähigen Mitarbeiter.
Im Evangelischen Namenkalender ist Cromwells Gedenktag der 3. September.

## Künstlerische Rezeption
- Cromwell (August Klingemann, 1811)
- Cromwell (Honoré de Balzac, 1820)
- Cromwell (Victor Hugo, 1827)
- Cromwells letzte Nacht, Ballade von Theodor Fontane,[11]
- Cromwell (Mirko Jelusich, 1933)
- Cromwell – Krieg dem König (Film, 1970)
- Cromwell und andere Stücke (Christoph Hein, 1981)
- To Kill a King (Film, 2003)
- The Devil’s Whore (BBC-Miniserie, 2008)
- Young Ned of the Hill von The Pogues
- Oliver Cromwell von Monty Python
- Irish Blood, English Heart von Morrissey
- Cromwell von Reverend Bizarre
- Oliver Boy von Flogging Molly
- Oliver’s Army von Elvis Costello and the Attractions
- A Final Toast for Oliver Cromwell von Ye Banished Privateers

## Werk
- The Writings and Speeches of Oliver Cromwell. Edited by W.C. Abbott. 4 Bände, Cambridge/Massachusetts 1937–1947